# Pic nain
Yungipicus moluccensis
Espèce
Statut de conservation UICN

 LC  : Préoccupation mineure
Le Pic nain (Yungipicus moluccensis) est une espèce d'oiseaux de la famille des Picidae.

## Répartition et sous-espèces
Selon la classification de référence du Congrès ornithologique international (15.1, 2025) il se répartit en deux sous-espèces :
- Y. m. moluccensis (Gmelin, 1788) — zones littorales de la péninsule Malaise et Bornéo, Sumatra, îles Riau, Java et Bali ;
- Y. m. grandis (Hargitt, 1882) — de Lombok à Alor.

Les anciennes sous-espèces cinereigula, gymnopthalmus, hardwickii et nanus ont été séparées pour former une nouvelle espèce : le Pic à calotte brune (Dendrocopos nanus).